# Wilhelm Quade
Wilhelm Quade (* 1. Dezember 1898 in Straßburg; † 10. Juni 1975 in Hannover) war ein deutscher Mathematiker und Hochschullehrer an der Technischen Hochschule Hannover. Als wesentliche Arbeit formulierte er die mathematisch exakte Darstellung der Lösungsmethoden für die in der theoretischen Elektrotechnik angewandte Komplexe Wechselstromrechnung mit komplexen Spannungen und Strömen.

## Leben und Wirken
Quade studierte zunächst bis 1923 an der Technischen Hochschule Karlsruhe, heute Karlsruher Institut für Technologie, Elektrotechnik. Es folgten einige Arbeitsjahre bei Siemens, ab 1927 war er Assistent am Lehrstuhl für Höhere Mathematik an der Technischen Hochschule Karlsruhe. Quade promovierte 1931 bei Karl Boehm (1873–1958) mit dem Thema Über einige Variationsansätze der Elektrodynamik ruhender Körper, zwei Jahre später folgte seine Habilitation. 1933 wurde er Privatdozent und 1938 außerordentlicher Professor. Zum 1. April 1940 trat er der NSDAP bei (Mitgliedsnummer 7.969.953).
Nach dem Zweiten Weltkrieg wurde er 1948 Leiter des Lehrstuhls B für Höhere Mathematik an der Technischen Hochschule Hannover, heute Gottfried Wilhelm Leibniz Universität Hannover. 1950 wurde er ordentlicher Professor und Direktor des Instituts für Höhere Mathematik B in Hannover. Seine Arbeiten befassten sich unter anderem mit Differentialgleichungen, Dimensionsanalyse und der algebraischen Struktur des Größenkalküls der Physik. 1964 emeritierte er, hielt aber noch regelmäßig Vorlesungen über Funktionalanalysis und partielle Differentialgleichungen ab, in den letzten Lebensjahren nur noch Spezialvorlesungen für Doktoranden.
Seit 1957 war er Mitglied der Braunschweigischen Wissenschaftlichen Gesellschaft.